# Saint-Cyr-du-Bailleul
Saint-Cyr-du-Bailleul är en kommun i departementet Manche i regionen Normandie i norra Frankrike. Kommunen ligger i kantonen Barenton som tillhör arrondissementet Avranches. År 2022 hade Saint-Cyr-du-Bailleul 349 invånare.

## Befolkningsutveckling
Antalet invånare i kommunen Saint-Cyr-du-Bailleul
| Referens: INSEE |